# Elso S. Barghoorn
Elso Sterrenberg Barghoorn (* 30. Juni 1915 in New York City; † 27. Januar 1984) war ein US-amerikanischer Paläontologe (Paläobotanik). Er war ein international anerkannter Experte für präkambrische Algen-Fossilien. Er fand einige der ältesten Fossilien überhaupt und erweiterte die Zeitskala bekannter fossiler Funde von etwa 650 Millionen Jahren in den 1950er Jahren auf 2 Milliarden Jahre. Sein offizielles botanisches Autorenkürzel lautet „Bargh.“.

## Leben und Werk
Barghoorn, der in Ohio aufwuchs, studierte an der Miami University (Bachelor 1937) in Ohio und danach Botanik an der Harvard University, wo er 1941 bei dem Pflanzenanatomen Irving W. Bailey promoviert wurde. Als Post-Doktorand forschte er im Botanischen Garten der Harvard University in Cienfuegos auf Kuba. Nach fünf Jahren am Amherst College ab 1941, wo sein Interesse für Paläobotanik beim Studium einer Fossiliensammlung aus dem Tertiär von Vermont von Edward Hitchcock erwachte, kehrte er nach Harvard zurück, wo er 1946 Professor für Paläobotanik wurde. Er war Fisher Professor of Natural History und Kurator der paläobotanischen Sammlung der Universität im Gray Herbarium.
Barghoorn entdeckte in den 1950er Jahren fossile Blaualgen-Kolonien am Lake Superior (Gunflint Iron Formation, Ontario), die rund zwei Milliarden Jahre alt waren. Zuvor hatte er 1950 (über Robert Shrock) vom Geologen Stanley Tyler (Professor an der University of Wisconsin) glänzend schwarze Gesteinsproben aus Michigan und Kanada erhalten, die er als Paläobotanik-Experte auf Kohlegehalt untersuchen sollte. Das umgebende Gestein (Schiefer und Chert) enthielt auch bernsteinartige Einschlüsse und Abdrücke in konzentrischer Fächerform erinnerten Barghoorn an die rezente Blaualge Rivularia. 1953 erhielt Barghoorn schließlich von Tyler Proben mit gut erhaltenen Mikrofossilien (von Cyanobakterien und Eisen oxidierenden Bakterien) vom Lake Superior.
Nach Barghoorn und Tylers Durchbruch 1954 tat sich lange nichts auf diesem Gebiet, ihre Ergebnisse wurden aber in den 1960er Jahren bestätigt. Tyler starb 1963 und Barghoorn war in einen Prioritätsstreit mit Preston Cloud verwickelt, der so beigelegt wurde, dass beide 1965 ihre Ergebnisse publizierten. Funde bei Alice Springs (Bitter Springs Formation) kamen hinzu, die etwa ebenso alt waren wie die der Gunflint Formation.
In den 1960er Jahren entdeckte er Fossilien, die noch eine Milliarde Jahre älter waren und 1977 mit Andrew Knoll 3,4 Milliarden Jahre alte Fossilien in Südafrika. Er fand damit Belege für die Entstehung des Lebens auf der Erde zum frühestmöglichen Zeitpunkt unmittelbar nachdem Umweltbedingungen existierten, die überhaupt Leben ermöglichten.
Er war auch früh an der Untersuchung außerirdischen Lebens interessiert und an einem 1981 veröffentlichten Bericht dazu des Space Science Boards der National Academy of Science beteiligt (Origin and Evolution of Life – Implications for the Planets: A Scientific Strategy for the 1980s, Washington D. C. 1981, beteiligt war auch Lynn Margulis).
1950 wurde er in die American Academy of Arts and Sciences gewählt, 1967 wurde er in die National Academy of Sciences und 1978 in die American Philosophical Society aufgenommen. 1972 erhielt er den Charles Doolittle Walcott Medal.
Zu seinen Doktoranden zählen J. William Schopf und Alfred Traverse.
Er war dreimal verheiratet und hatte zwei Söhne aus erster Ehe, von denen einer (Steven Barghoorn) Wirbeltier-Paläontologe wurde.

## Schriften
- The oldest fossils. Scientific American, Mai 1971.